# Artopoetes
Artopoetes (лат.) — род дневных бабочек из семейства голубянок (Lycaenidae), распространённый в Восточной и Юго-Восточной Азии.

## Описание
Самки немного крупнее самцов. Глаза голые. Передние лапки самцов сегментированы. Задние крылья без хвостиков. Крылья самцов на верхней стороне тёмные, в своей центральной части бледного кобальтово-фиолетового цвета с беловатыми просветами, к краям — коричнево-бурые. У самок крылья более округлые, также тёмные, в центральной части «выбеленные». Нижняя сторона крыльев белая либо беловато-серая с двумя параллельными рядами чёрных точек вдоль внешнего края крыльев.

## Ареал
Россия (Хабаровский край, Приморье, Еврейская автономная область, Амурская область), Япония, Корея, Северный и Северо-Восточный Китай.

## Биология
За год этот развиваются в одном поколении. Мирмекофилы — гусеницы живут в симбиозе с муравьями. Окукливаются на нижней стороне листьев кормовых растений.

## Виды
В составе рода два вида:
- Artopoetes praetextatus (Fujioka, 1992)
- Artopoetes pryeri (Murray, 1873)